# Station Racibórz
Station Racibórz is een spoorwegstation in de Poolse plaats Racibórz.